# Rete tranviaria di Rabat-Salé
La rete tranviaria di Rabat-Salé è la rete tranviaria che serve le città marocchine di Rabat e Salé. Inaugurata il 23 maggio 2011, si tratta della prima rete tranviaria del Marocco ad essere stata realizzata. Essa è composta da due linee.